# Robanov Kot
Robanov Kot je naselje v Občini Solčava.
Naselje Robanov Kot obsega poleg samotnih kmetij tudi domačije v dolini Savinje pri Rogovilcu in nad njim do Solčave, na prisojnih pobočjig do višine 1220 mnm. Glavni gospodarski panogi sta gozdarstvo in živinoreja.